# Pardosa sutherlandi
Pardosa sutherlandi là một loài nhện trong họ Lycosidae.
Loài này thuộc chi Pardosa. Pardosa sutherlandi được Frederick Henry Gravely miêu tả năm 1924.